# Роберт С. Річардсон
Роберт С. Річардсон (народився 22 квітня 1902 в Кокомо, Індіана; помер 12 листопада  1981 в Альтадена, Каліфорнія) — американський астроном, який також писав наукову фантастику під псевдонімом Філіп Летем.
Річардсон спочатку вивчав математику в Університеті Каліфорнії в Лос-Анджелесі, який він закінчив у 1926 році зі ступенем бакалавра, після чого вивчав астрономію в Каліфорнійському університеті, Берклі, де він отримав докторський ступінь у 1931 році. Потім він був асистентом в Обсерваторії Маунт-Вілсон і працював там до 1958 року, коли став помічником директора Обсерваторії Ґріффіса в Лос-Анджелесі. З 1964 р. — вільний письменник.
У 1929 році він одружився з Делією Шулл. Після її смерті в 1940 році він одружився з Марджорі Гелен Енгстед у 1942 році, від якої у нього народилася дочка.

## Кар'єра
У 1946 році він опублікував оповідання «День Н» (англ. «N Day») у журналі легендарного редактора Джона Вуда Кемпбелла-молодшого «Вражаюча наукова фантастика» (англ. «Astounding Science Fiction») — під псевдонімом Філіп Летем. Протягом наступних 30 років він написав близько 20 оповідань, п'ять романів, включаючи напівбелетризований «Другий супутник» (1956) під своїм справжнім іменем. Крім того, він також написав як Роберт С. Річардсон численні статті, статті та есе для різноманітних науково-фантастичних журналів, головним чином для «Astounding», а також низку науково-популярних книг на теми астрономії та космічних подорожей .
Філіп Летем належить до розряду тих письменників-фантастів, що можуть підтвердити припущення, які лежать в основі його науково-фантастичних романів, загальноприйнятими науковими теоріями. Бо він автор, який займається «спостереженням за зірками». Будучи астрономом в обсерваторіях Маунт-Вілсон і Паломар з 1931 року, він почав писати для журналів на початку сорокових років. Його робота завоювала таку широку повагу, що тепер він став автором підручника з астрономії для вивчення її в коледжі. Кінопродюсери, а також видавці вважають досвід пана Летема надто гарним, щоб пропустити його. Він надавав технічну допомогу багатьом студіям над такими картинами, як «Місце призначення — Місяць» (1950), а також написав статтю, в якій описує роботу над науково-фантастичним трилером «Коли світи стикаються» (1951).
— Із заднього форзаца суперобкладинки на «П'ятеро проти Венери».
У професійній діяльності він написав близько 10 книг з астрономії. Під псевдонімом Філіп Летем він також написав сценарії для раннього телесеріалу «Капітан Відео» (англ. «The Stardust Voyages», 1975), а також близько 20 науково-фантастичних художніх творів. В одному з них, N Day, астроном на ім’я Філіп Летем звільняється від свого відлюдницького життя завдяки усвідомленню того, що сонце ось-ось стане надновою зорею.